# David Riesman
Pour les articles homonymes, voir Riesman.
David Riesman, né le 22 septembre 1909 à Philadelphie et mort le 10 mai 2002 à Binghamton (État de New York), est un avocat et un sociologue américain. 

## Biographie
David Riesman naquit dans une famille juive allemande. Après des études de biochimie et de droit à Harvard, il devint professeur de droit à l'université de Buffalo (1937-1941), et ensuite professeur de sciences sociales à l'université de Chicago (1946-1958), puis à Harvard. Pendant la guerre, il travailla pour la société Sperry Gyroskope. Le livre qui le rendit célèbre est The Lonely Crowd (1950), traduit en français sous le titre La foule solitaire (1964) ; il y étudiait le conformisme de la société américaine. Avec Paul Lazarsfeld et d'autres, il est le fondateur d'une sociologie qualitative (descriptive) des mentalités, des valeurs, des formes de vie et des subcultures. En 1980, il reçut le prix Alexis-de-Tocqueville.

## Œuvres
- The Lonely Crowd, Yale University Press 1950 (avec Nathan Glazer et Reuel Denney), réédition 2001,  (ISBN 978-0-300-08865-6). Traduction: La foule solitaire. Arthaud, Paris 1964
- Faces in the Crowd, Yale University Press 1952 (avec Nathan Glazer und Reuel Denney)
- Thorstein Veblen: A Critical Interpretation, Seabury, New York 1953
- Individualism Reconsidered and other Essays, Free Press of Glencoe, New York 1954
- Constraint and Variety in American Education, University of Nebraska Press, Lincoln, NE 1956
- Abundance for what?, Transaction Publishers, 1964, réédition 1993
- The Academic Revolution, Tansaction Publishers 1968 (avec Christopher Jencks), réédition 2002
- On Competence: A Critical Analysis of Competence Based Reforms in Higher Education, Proquest Info & Learning 1979
- On Higher Education: The Academic Enterprise in an Era of Rising Student Consumerism, Transaction Publishers 1998